# Wahlen zum Repräsentantenhaus der Vereinigten Staaten 1986
Bei den Wahlen zum Repräsentantenhaus der Vereinigten Staaten 1986 wurden am 4. November 1986 die Abgeordneten des Repräsentantenhauses der Vereinigten Staaten gewählt. Die Wahlen waren Teil der allgemeinen Wahlen zum 100. Kongress der Vereinigten Staaten in jenem Jahr, bei denen auch ein Drittel der US-Senatoren gewählt wurden. Da die Wahlen etwa in der Mitte der zweiten Amtszeit des republikanischen Präsidenten Ronald Reagan stattfanden (Midterm Election), galten sie auch als Votum über die bisherige Politik des Präsidenten.
Die Zahl der zu wählenden Abgeordneten betrug 435. Die Sitzverteilung basierte auf der Volkszählung von 1980.
Bei den Wahlen ergab sich ein leichter Gewinn für die Demokraten, die im Vergleich zu den Wahlen des Jahres 1984 den Republikanern 4 Sitze abnahmen. Damit bauten sie ihre absolute Mehrheit auf 258 Mandate aus. Bundesweit gesehen sind diese Veränderungen aber eher marginal. Die Wähler des Jahres 1986 wollten zumindest im Repräsentantenhaus keine großen Veränderungen. Im Senat allerdings kam es zu einem Machtwechsel, da die Demokraten dort nun die Mehrheit errangen. Daraus ergab sich für Präsident Reagan, dass seine beiden letzten Amtsjahre von einem in beiden Häusern demokratisch dominierten Kongress kontrolliert wurden.

## Wahlergebnis
- Demokratische Partei 258 (254) Sitze
- Republikanische Partei 177 (181) Sitze

Gesamt: 435 (435)
In Klammern sind die Ergebnisse der letzten Wahl zwei Jahre zuvor. Veränderungen im Verlauf der Legislaturperiode, die nicht die Wahlen an sich betreffen, sind bei diesen Zahlen nicht berücksichtigt, werden aber im Artikel über den 100. Kongress im Abschnitt über die Mitglieder des Repräsentantenhauses bei den entsprechenden Namen der Abgeordneten vermerkt. Daher kommt es in den Quellen gelegentlich zu unterschiedlichen Angaben, da manchmal Veränderungen während der Legislaturperiode in die Zahlen eingearbeitet wurden und manchmal nicht. Das angeführte Wahlergebnis basiert auf der unten angeführten Quelle (Party Divisions).

## Weblink
- Party Divisions